# Chris Williams (kierowca wyścigowy)
Chris Williams (ur. 4 października 1939 roku w Asam, zm. 26 marca 1969 roku w Silverstone) – brytyjski kierowca wyścigowy.

## Kariera
Williams rozpoczął międzynarodową karierę w wyścigach samochodowych w 1966 roku od startów w Trofeo Juan Jover, Les Leston British Formula 3 Championship, Formuła 3 BARC Members' Meetings, Formuła 3 Les Leston Trophy, Europejskim Pucharze Formuły 3, Francuskiej Formule 3 oraz Brytyjskiej Formule 3 BRSCC Les Leston. W BRSCC Les Leston dwukrotnie stawał na podium. Z dorobkiem dwunastu punktów uplasował się tam na ósmej pozycji w klasyfikacji generalnej. W Trofeo Juan Jover był drugi, a w Europejskim Pucharze Formuły 3 - trzeci. W późniejszych latach Brytyjczyk pojawiał się także w stawce Formuła 3 Vila Real, Formuła 3 Åbningsløbet, Formuła 3 - E.R. Hall Trophy, Gran Premio de Vila Real, Gran Premio de Barcelona oraz Europejskiej Formuły 2.
W Europejskiej Formule 2 Brytyjczyk wystartował w dwóch wyścigach sezonu 1968. Z dorobkiem dwóch punktów uplasował się na siedemnastym miejscu w końcowej klasyfikacji kierowców.